# Korozja atmosferyczna

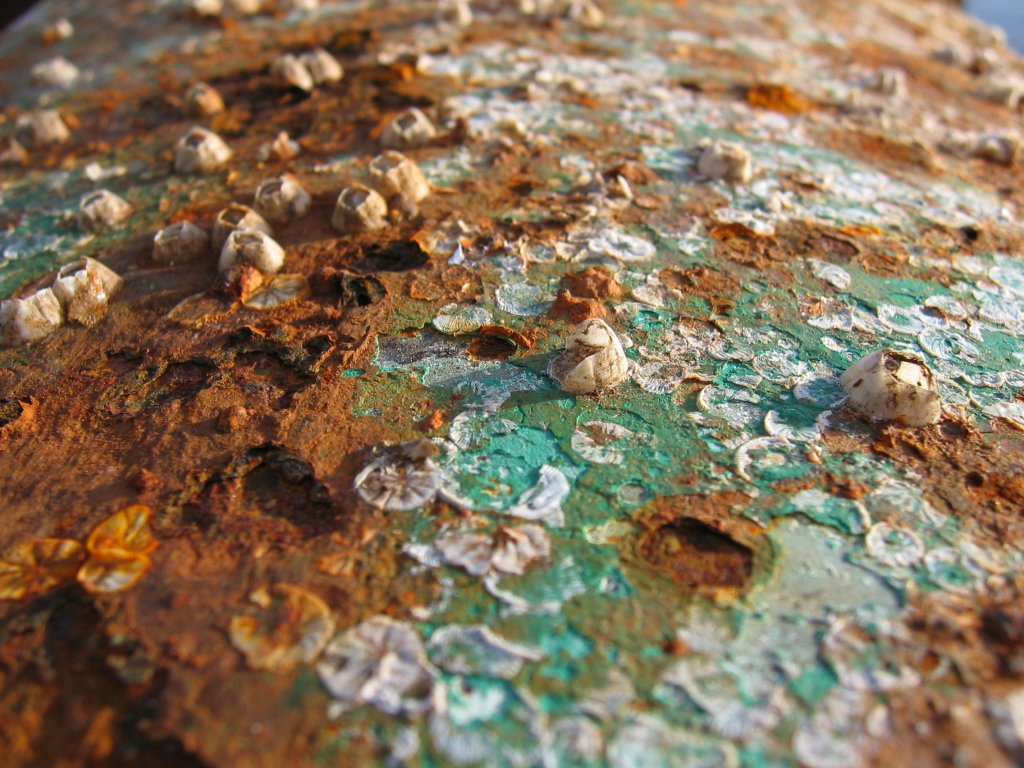
Korozja atmosferyczno-biologiczna

Korozja atmosferyczna - niszczące, żrące działanie wody oraz powietrza (także znajdujących się w nim innych gazów) na ciała stałe. 
Korozja może dotyczyć wielu różnych substancji: metali, kamienia, betonu, szkła, papieru, środków barwiących, powłok lakierniczych itd. Działanie korozji atmosferycznej polega na wchodzeniu czynników korodujących w reakcje chemiczne z atakowanymi substancjami. Korozja atmosferyczna jest rodzajem korozji elektrochemicznej.